# Llista d'estats del Sacre Imperi (A)
Això és una llista d'alguns dels estats del Sacre Imperi Romanogermànic que comencen amb la lletra A:
| Nom                             | Tipus                  | Cercle    | Bancada | Formació  | Notes |
| ------------------------------- | ---------------------- | --------- | ------- | --------- | --- |
| Aachen                          | Ciutat Imperial Lliure | Low Rhen  |         | 1166-1801 | 1166: Ciutat Imperial Lliure separada del Ducat de Baixa Lorena 1500: Cercle de Westfàlia 1801 : Annexionat a França 1815: a Prussia |
| Aalen                           | Ciutat Imperial Lliure | Sw        |         | 1360-1803 | 1360: Ciutat Imperial Lliure separada del comtat de Württemberg 1500: Cercle de Suàbia 1803: Annexionat al Ducat de Württemberg |
| Aalst                           | Comtat                 |           |         | 1056-1165 | Feu imperial al comtat de Flandes 1056: El comtat es va separar del landgraviat de Brabant 1165: Annexionat al comtat de Flandes |
| Aarberg                         | Comtat                 |           |         | 1209-1379 | També anomenat Aarburg 1209: El comtat es va separar del comtat de Neuchâtel 1379: Annexionat a la Ciutat Imperial Lliure de Berna |
| Abensberg-Traun                 | Comtat                 |           |         | 1653-1806 | 1653: El comtat es va separar del Bisbat de Passau 1806: Annexionat al Regne de Württemberg |
| Ahrgau                          | Comtat                 |           |         | 1107-1246 | 1107: Separat de l'Abadia de Prüm 1246: Annexionat a l'Arquebisbat de Colònia |
| Albeck                          | Senyoria               |           |         | 1081-1383 | 1081: Separat del ducat de Suàbia 1383: Annexionat a la Ciutat Imperial Lliure d'Ulm |
| Aldenburg                       | Comtat                 |           |         | 1651      | Comte Imperial d'Aldenburg, senyor immediat de Kniphausen, senyor de Varel 1646: Noblesa imperial 1651: Senyors immediats de Kniphausen i Varel 1651: Baronia imperial 1653: Comtat imperial |
| Aletzheim                       | Comtat                 |           |         | 1439      | 1439: Segregat de la senyoria de Pappenheim 1697: Annexionat al comtat de Pappenheim |
| Allersberg                      | Senyoria               |           |         | 1343      | 1343: Segregat de la senyoria de Wolfstein 1474: Annexionat a la senyoria de Sulzbürg |
| Alpheim                         | Comtat                 |           |         | 1465      | 1465: Segregat del comtat de Neuenahr 1589: Annexionat al comtat de Moers |
| Alsàcia i Burgúndia             | Batllia                | Cap       |         | 1212      | 1793: Consell de Prínceps Batllia (Ballei) de l'Ordre Teutònica |
| Alt-Bruchhausen                 | Comtat                 |           |         | 1234      | 1234: Segregat del comtat de Bruchhausen 1338: Annexionat al comtat d'Hoya |
| Alt-Eberstein                   | Comtat                 |           |         | 1207      | 1207: Segregat del Usgau 1283: Annexionat al comtat de Neu-Eberstein |
| Alt-Katzenelnbogen              | Comtat                 |           |         | 1245      | 1245: Segregat del landgraviat de Katzenelnbogen 1403: Annexionat al comtat de Neu-Katzenelnbogen |
| Altena                          | Comtat                 |           |         | 1152      | 1160: Fusionat amb parts del comtat de Berg fou conegut com comtat d'Altena-Berg 1180: Conegut com comtat d'Altena altre cop 1249: Fusionat amb el comtat de la Mark 1367: Altena concedida al comte Engelbert III de la Mark 1609: A Brandenburg 44.3 km²; |
| Altena-Berg                     | Comtat                 |           |         | 1160      | 1160: Format per la fusió d'Altena amb parts del comtat de Berg 1180: Convertida altre cop en comtat d'Altena |
| Altensteig                      | Senyoria               |           |         |           | 1100: primera menció dels senyors d'Altensteig Als senyors de Berneck Als de Gultlingen 1390: Venut als marcgravis de Baden 1603: a Wurttemberg |
| Un Der Etsch                    | Batllia                | Aust      |         | 1269      | "A l'Adigi" Batllia (Ballei) de l'Orde Teutònica |
| Andechs                         | Comtat                 |           |         |           | Defensor (Vogt) del Bisbat de Brixen c1130: adquisició del comtat de Plassenburg 1132: comtat 1173: Adquisició del marcgraviat d'Ístria 1180: Adquisició del ducat de Merània o Meran 1248/51: Extinció |
| Andechs-Merània                 | Ducat                  |           |         |           | |
| Andelfingen                     | Senyoria               |           |         |           | |
| Anhalt                          | Ducat                  | Upp Sax   | Pr      |           | 1173: Segregació del ducat de Saxònia 1212: comtat 1218: Príncep imperial 1250: Principat 1252: Dividit en els principats (línies) d'Anhalt-Aschersleben d'Anhalt-Bernburg i d'[[Anhalt-Zerbst;<br>1570 Anhalt reunificat<br>1582: Consell imperial de Prínceps<br>1603: Dividit en els Principats d'Anhalt-Bernburg, d'Anhalt-Dessau d'Anhalt-Kothen, d'Anhalt-Plotzkau]] i d'Anhalt-Zerbst 1863: Ducat d'Anhalt 1918: Estat Lliure d'Anhalt |
| Anhalt-Aschersleben             | Principat              | Upp Sax   | Pr      | 1252      | 1252: Creat per partició de Princ. d'Anhalt 1316, 1322: Annexionat al bisbat d'Halberstadt que fou secularitzat i annexionat a Brandenburg el 1648 |
| Anhalt-Bernburg                 | Ducat                  | Upp Sax   | Pr      | 1252      | 1252: Creació del Principat per partició de Princ. d'Anhalt 1468: Annexionat al Princ. d'Anhalt-Zerbst 1603: Restablert en una nova partició del Princ. d' Anhalt 1806: Ducat 1834: A Anhalt-Dessau 1863: A Anhalt-Dessau-Köthen Títol: Duc d'Anhalt-Bernbur, Duc de Saxònia, Angria & Westfàlia, compte d'Ascània, senyor de Bernburg & Zerbst |
| Anhalt-Bernburg-Schaumburg-Hoym | Principat              | Upp Sax   | Pr      | 1727      | 1727: Creat per fusió del comtat d'Holzapfel i el Princ. d'Anhalt-Zeitz-Hoym |
| Anhalt-Dessau                   | Principat              | Upp Sax   | Pr      | 1396      | 1396: Principat creat per partició del Princ. d'Anhalt-Zerbst 1561: Annexionat altra vegada al Princ. d'Anhalt-Zerbst 1603: Restaurat per nova partició del principat d'Anhalt 1807: Ducat 1853: Fusionat amb Anhalt-Köthen per formar el ducat d'Anhalt-Dessau-Köthen Títol: Duc d' Anhalt(-Dessau), Duc de Saxònia, Àngria & Westfàlia, compte d'Ascània, senyor de Bernburg, Zerbst & Gröbzig |
| Anhalt-Dornburg                 | Principat              | Upp Sax   | Pr      | 1667      | 1667: Divisió del Princ. d'Anhalt-Zerbst 1742: Reannexionat al Princ. d'Anhalt-Zerbst |
| Anhalt-Harzgerode               | Principat              | Upp Sax   | Pr      | 1635      | 1635: Divisió del Princ. d'Anhalt-Bernburg 1709: Annexionat a Princ. d'Anhalt-Bernburg |
| Anhalt-Köthen                   | Ducat                  | Upp Sax   | Pr      | 1396      | 1396: Divisió del Princ. d'Anhalt-Zerbst 1552: Annexionat al Princ. d'Anhalt-Dessau 1603: Restabliment del principat per nova partició del principat d'Anhalt 1807: Ducat d'Anhalt-Köthen 1847: A Anhalt-Dessau que agafa el nom alternatiu d' Anhalt-Kothen o Anhalt-Cothen Títol: Duc d'Anhalt-Köthen, Duc de Saxònia, Àngria & Westfàlia, comte d'Ascània, senyor de Bernburg & Zerbst |
| Anhalt-Mühlingen                | Principat              | Upp Sax   | Pr      | 1667      | 1667: Divisio del Princ. d'Anhalt-Zerbst 1714: Reannexionat al Princ. d'Anhalt-Zerbst |
| Anhalt-Pless                    | Principat              | Upp Sax   | Pr      | 1755      | 1755: Divisió del Princ. d'Anhalt-Köthen |
| Anhalt-Plötzkau                 | Principat              | Upp Sax   | Pr      | 1544      | 1049: primera menció de Plotzkau El comte de Plotzkau hereta el comtat de Walbeck 1133: Els comptes de Plotzkau extingits 1435: Anhalt hereta Plotzkau 1544: Divisió del Princ. d'Anhalt-Dessau 1553: Annexionat al Princ. d'Anhalt-Zerbst 1603: Restabliment del principat per nova partició del Princ. d'Anhalt 1665: Annexionat al princ. d'Anhalt-Kothen |
| Anhalt-Zeitz-Hoym               | Principat              | Upp Sax   | Pr      | 1718      | 1718: Divisió del Princ. d'Anhalt-Bernburg 1727: Fusionat amb el comtat d'Holzapfel per formar el Princ. d'Anhalt-Bernbur-Schaumburg-Hoym |
| Anhalt-Zerbst                   | Principat              | Upp Sax   | Pr      | 1252      | 1252: Divisió del Princ. d'Anhalt 1396: Repartit entre Anhalt-Dessau d'Anhalt-Kothen 1544: Restaurat per nova partició del Princ. d'Anhalt-Dessau 1796: Annexionat al Princ. d'Anhalt-Dessau |
| Anholt                          | Comtat                 | Rhen baix | Wf      | 1169      | 1169: Castell d'Anholt construït per Guillem I, Bisbe d'Utrecht, forma una senyoria 1234: Governat pels senyors de Zuylen-Anholt 1300s: Estatus immediat concedit durant el govern d'Esteve I senyor d'Anholt, 1317-1343 1346: Els senyors d'Anholt encunyen moneda 1349: Concedits drets de ciutat per Teodoric d'Anholt 1380: Mort d'últim mascle dels senyors d'Anholt; la seva filla i l'hereva Herberga es casava amb Hermann III de Gemen 1399: A Gemen 1402-1641: A Bronchhorst-Batenburg per matrimoni de Margaret de Gemen 1431: L'emperador Segimon confirma Bronchhorst-Batenburgs com senyors d'Anholt amb els drets d'encunyar moneda i fer fires i estatus immediat 1621: comtat imperial 1641-1810: Heretat pels Prínceps de Salm-Salm per matrimoni amb l'hereva del comte Teodoric IV (+ 1641) 1653: Estat imperial de la bancada de Comtes de Westphalia 1738: La línia de Salm-Salm desapareix; Anholt passa a la línia de Salm-Hoogstraten (rebatejada Salm-Salm el 1739) 1810-1813: Ocupació francesa 1815: A Prússia |
| Ansbach                         | Marcgraviat            |           |         |           | 1500: Cercle de Francònia 1792: A Prussia 1806: A Baviera |
| Anvers                          | Marcgraviat            | Burg      |         |           | 1512: Cercle de Burgúndia o Borgonya |
| Aosta                           | Ducat                  |           |         |           | 1310: Ducat 1539-1563: Ocupació francesa |
| Appenzell                       | Cantó                  |           |         | 1507      | 1507: Divisió de l'Abadia de St. Gall 1597: Dividisió d'Appenzell Inner-Rhoden i Appenzell Ausser-Rhoden |
| Appenzell Ausser-Rhoden         | Cantó                  |           |         | 1597      | 1597: Divisió del Cantó d'Appenzell 1648: Deixa l'Imperi i esdevé membre de la confederació Helvètica |
| Appenzell Inner-Rhoden          | Cantó                  |           |         | 1597      | 1597: Divisió del Cantó d'Appenzell 1648: Deixa l'Imperi i esdevé membre de la confederació Helvètica |
| Arenberg                        | Ducat                  | El Rhin   | Pr      |           | Aremberg Fundat vers 1177 com a comtat 1512: Cercle de Renània Electoral 1576: comtat imperial 1580: Consell imperial de Prínceps 1644: Ducat 1810: Mediatitzat |
| Arlon                           | Marcgraviat            |           |         | 950       | Fundat com a comtat c1167: Marcgraviat 1214: Unit al comtat de Luxemburg 1221: Annexionat al ducat de Limburg |
| Arnsberg                        | Comtat                 |           |         |           | |
| Artois                          | Comtat                 | Burg      |         | 1237      | 1512: Cercle de Burgúndia o Borgonya |
| Asch                            | Senyoria               |           |         |           | 1780: a Àustria |
| Aschaffenburg                   | Principat              |           |         | 1803      | segle X: El canceller imperial i arquebisbe Willigis de Magúncia adquireix la propietat d'Aschaffenburg 1803: Concedit al Canceller, Karl Theodor Von Dalberg 1806: Annexionat al Gran Ducat de Frankfurt 1814: A Baviera |
| Aspremont-Lynden                | Comtat                 |           |         |           | 1590: Barons immediats imperials de Reckheim 1623: Propietat Imperial |
| Auersperg                       | Comtat                 |           |         | 1550      | 1550: Baronia imperial 1630: comtat imperial 1653: príncep imperial 1654: estat imperial 1654: Consell imperial de Prínceps 1654-1791: Ducs no immediats de Silesia-Munsterberg i Frankestein 1663: esdevenen senyors immediats de Thengen 1664: comtat-principat imperial 1664: A la bancada dels prínceps del Cercle de Suàbia 1791: Ducs no immediats de Gottschee (en terres no hereditaries d'Àustria) Adquireix el comtat no immediat de Wels Títol: Príncep imperial d'Auersperg, Duc de Gottschee, compte-príncep de Thengen, compte de Wels, senyor de Schönberg & Seissenberg, etc. |
| Augsburg                        | Bisbat                 | Ec        |         |           | C888 1203 fundació del bisbat com a Principat eclesiàstic 1500: Al Cercle de Suàbia 1793: Consell de Prínceps 1802: Incorporat a Baviera 1803: Secularitzat dins de Baviera |
| c                               | Ciutat Imperial Lliure | Sw        |         | 1276      | 14 aC: Fundada per August 1488-1534: Lliga de Suàbia 1500: La Lliga esdevé el cercle de Suàbia 1632-1635: ocupació sueca 1806: Annexionada a Baviera |
| Àustria                         | Arxiducat              | Aust      | Pr      | 833       | 833: Creació del marcgraviat d'Àustria 976: Àustria separada del ducat de Baviera 1156: Ducat 1192: hereta Estíria 1359: títol Arxiducal 1379-1457: Partició en Àustria (Línia Albertina) i "Àustria Interior" (Ducats de Estíria, Caríntia i Carniola, comtat de Tirol i el "Vorland" (Línia Leopoldina) 1453: Arxiducat 1457: La línia Albertina desapareix; Àustria a la línia Leopoldina 1512: Cercle d'Àustria 1520-1534: Administra el Ducar de Württemberg 1582: Consell imperial de Prínceps 1804: Imperi d'Àustria Títol: Emperador d'Àustria, Rei Apostòlic d'Hongria, Rei de Bohemia, Dalmàcia, Croàcia, Eslavònia, Galítzia, Lodomèria, & Ilíria, rei de Jerusalem, etc., Arxiduc d'Àustria, Gran Duc de Toscana & Cracòvia, Duc de Lorena, Salzburg, Estíria, Caríntia, Carniola & Bukovina, Gran Príncep de Transsilvània, Marcgravi de Moràvia, Duc d'Alta Silèsia & Baixa Silèsia, Mòdena, Parma, Piacenza & Guastalla, Auschwitz & Zator, Teschen, Friaul, Ragusa & Zara, Compte Principesc d'Habsburg, Tirol, Kyburg, Gorítzia & Gradisca, Príncep de Trento & Brixen, Marcgravi de l'Alta i Baixa Lusàcia & d'Ístria, compte d'Hohenems/Hohenembs, Feldkirch, Bregenz, Sonnenberg, etc., senyor de Trieste, Cattaro, la Marca Wslava [Wendischen], Gran Voivoda de la Voivodina de Serbia |
| Àustria                         | Batllia                | Aust      |         | 1260      | 1793: Consell de Princes Batllia (Ballei) de l'Orde Teutònica |